# 彼方に
『彼方に』（かなたに、The After）は、ジョン・ジュリアス・シュヴァバッハ脚本、ミサン・ハリマン監督による2023年のイギリスの短編映画である。デヴィッド・オイェロウォとジェシカ・プラマーが出演するこの映画は、家族を凶悪犯罪で失って悲しみに暮れるドライバーのダヨがとある乗客を拾ったことで過去と向き合い始める物語である。
ホーリーショーツ映画祭では実写短編映画賞を受賞した。また第96回アカデミー賞短編映画賞にノミネートされた。

## プロット
ロンドンで企業重役をしているダヨは幼い娘のローラと妻に会う。彼が電話をするためにわずかに2人から離れた瞬間、連続刺殺犯人が現れて娘が殺される。ダヨはなんとか犯人を制圧するが、錯乱した妻は飛び降りて死亡する。それからしばらくした後、ダヨはタクシー運転手となり、友人やソーシャルワーカーとの連絡を拒絶する。彼は仕事の合間に家族の写真にむかって「ハッピー・バースデー」を歌うなどして悲観に暮れつつ、様々な客を乗せてストイックに運転手を続ける。彼は空港から喧嘩の絶えない夫婦とその娘を迎えに行く。手荷物を運ぶために車から降りた彼は娘からハグされる。それに反応したダヨは縁石の上で泣き崩れる。

## キャスト
- ダヨ - デヴィッド・オイェロウォ
- アマンダ - ジェシカ・プラマー（英語版）
- スチュワート - スーレー・リミ
- エミリー - イズカ・ホイル（英語版）
- ローラ - アメリー・ドクボ
- レベッカ - エレン・フランシス

## 製作
ミサン・ハリマンは自身のアイデアを基に原案を書き、それをジョン・ジュリアス・シュヴァバッハが脚本化した。デヴィッド・オイェロウォはブラック・ライヴズ・マター運動中にハリマンが撮影した写真を見たことをきっかけにキャストと製作チームに加わった。またニッキー・ベンサムもハリマンとの出会いをきっかけにプロデューサーとして加わった。

## 公開
プレミア上映は2023年8月10日にホーリーショーツ映画祭の開幕初夜に行われた。
2023年10月5日に2023年BFIロンドン映画祭でも上映された。
2023年10月25日よりNetflixで配信開始された。

## サウンドトラック
| #         | タイトル           | 作詞      | 作曲・編曲 | アーティスト                 | 時間 |
| --------- | ------------------ | --------- | ---------- | ---------------------------- | ---- |
| 1.        | 「Day Out」        |           |            | フランチェスコ・ル・メートル | 1:09 |
| 2.        | 「No More Family」 |           |            | フランチェスコ・ル・メートル | 1:45 |
| 3.        | 「The After」      |           |            | フランチェスコ・ル・メートル | 1:44 |
| 4.        | 「Journeys」       |           |            | フランチェスコ・ル・メートル | 0:57 |
| 5.        | 「Flashbacks」     |           |            | フランチェスコ・ル・メートル | 1:29 |
| 6.        | 「Breakdown」      |           |            | フランチェスコ・ル・メートル | 1:34 |
| 合計時間: | 合計時間:          | 合計時間: | 8:38       |                              |      |

## 評価
評論家のジェイソン・ナイトは5点満点中4点を与え、「素晴らしいエスタブリッシング・ショットがいくつか存在する」、「背景に声が響く場面では製作者たちは音に工夫を凝らしている」と技術的な面を賞賛した。ナイトはまた音楽も気に入っており、「サウンドトラックに関しては、フランチェスコ・ル・メートルがセンチメンタルなピアノのメロディを含む音楽を展開している」と評した。最後に彼は「感情的でハードなドラマであり、素晴らしい演技と素晴らしいキャラクター開発があり、喪失と悲しみの影響による心理的な悪化が探求されている」と論じた。
Leisurebyteのリヤ・サインは「『彼方に』は、かつて全てを手に入れていた男が今は生きながらえる世界にとどまるという、美しくもメランコリックな物語である」と評した。さらに彼女は「これはわずか18分で長編映画1本分の人生を送らせてくれる物語だ」と語った。

### 受賞とノミネート
| 賞                                     | 発表日        | 部門              | 対象       | 結果   | 参照   |
| -------------------------------------- | ------------- | ----------------- | ---------- | ------ | ------ |
| ホーリーショーツ映画祭                 | 2023年8月20日 | 実写短編映画賞    | 『彼方に』 | 受賞   | [ 12 ] |
| アストラ映画賞                         | 2024年1月6日  | 短編映画賞        | 『彼方に』 | 受賞   | [ 13 ] |
| アフリカン・アメリカン映画批評家協会賞 | 2024年1月15日 | 短編映画賞        | 『彼方に』 | 受賞   | [ 14 ] |
| アカデミー賞                           | 2024年3月10日 | 実写短編映画賞    | 『彼方に』 | 未決定 | [ 15 ] |
| NAACPイメージ・アワード                | 2024年3月16日 | 短編映画賞 (実写) | 『彼方に』 | 未決定 | [ 16 ] |